# Parafia Matki Bożej Bolesnej w Milanówku
Parafia Matki Bożej Bolesnej w Milanówku – rzymskokatolicka parafia należąca do dekanatu brwinowskiego, archidiecezji warszawskiej, metropolii warszawskiej Kościoła katolickiego, w Milanówku, obsługiwana jest przez księży diecezjalnych. Przy parafii działa dom zakonny żeńskiego, bezhabitowego Zgromadzenia Sług Jezusa, którego członkinie służą przy kościele parafialnym m.in. jako zakrystianka i organistka/opiekunka chóru. 

## Historia
Parafia została erygowana w styczniu 1981, początkowo prowadzenie jej powierzono zakonowi oblatów. 

### Kościół parafialny
Budowę kościoła parafialnego rozpoczęto w latach 80 XX w., ale ostateczna konsekracja, dokonana przez kard. Józefa Glempa, odbyła się dopiero w 2005 roku. Wcześniej nabożeństwa odprawiano w zachowanej do dziś drewnianej kaplicy. W połowie lat 90. obsługę parafii przejęło duchowieństwo diecezjalne. Podczas reformy administracyjnej archidiecezji warszawskiej, zarządzonej przez kard. Kazimierza Nycza w grudniu 2012, parafia została przeniesiona z dekanatu grodziskiego do brwinowskiego. 

## Obszar parafii
Zasięgiem obejmuje wiernych zamieszkujących południową część Milanówka - wierni zamieszkujący część północną należą do parafii św. Jadwigi Śląskiej. 

## Życie parafialne

### Msze Święte i nabożeństwa
W kościele parafialnym odbywają się po dwie msze w dni powszednie (7:00, 18:00) oraz po pięć w niedziele i święta (7:30, 9:00, 11:00, 12:30, 18:00). W czasie roku szkolnego niedzielne msze o 11:00, przeznaczone głównie dla rodzin z dziećmi, nie mają tradycyjnej homilii, zamiast niej celebrans wygłasza krótką katechezę dla najmłodszych, opartą na bieżących czytaniach liturgicznych. Oprócz mszy odprawianie są nabożeństwa cotygodniowe, comiesięczne i okresowe. Służba liturgiczna złożona jest ze świeckich ministrantów i lektorów (dzieci, młodzieży i dorosłych), a wspierająco także sióstr Sług Jezusa. 

### Katechezy i kursy
Parafia zapewnia obsługę katechetyczną publicznemu zespołowi szkół (szkoła podstawowa i gimnazjum), przedszkolu miejskiemu oraz liceum społecznemu, zlokalizowanym w jej granicach. Zajęcia prowadzą zarówno katecheci świeccy, jak i wikariusze parafii. Bezpośrednio w parafii prowadzone są kursy przygotowujące do sakramentów: pierwszej Komunii, bierzmowania i małżeństwa. 

### Grupy i inicjatywy parafialne
W parafii działają:
- poradnia rodzinna
- sklepik przykościelny (prasa i książki religijne)
- zespół Caritas
- grupa Ruchu Światło-Życie
- grupy Żywego Różańca
- grupa Ojca Pio
- koło przyjaciół Radia Maryja
- miesięcznik parafialny Być Bliżej
- chór Lacrimosa
- schola młodzieżowa Rejs